# Institute of Technology, Carlow
Das Institute of Technology Carlow (kurz: ITC; irisch: Institiúid Teicneolaíochta Cheatharlach) ist eine Technische Universität in Irland mit drei Campi in Carlow, Wexford und Wicklow. Mit Wirkung zum Mai 2022 wird sie mit dem Waterford Institute of Technology zu einer neuen Universität, der South East Technological University verschmolzen.

## Technological University for the South East
Das ITC plante seit den 2010er Jahren mit dem Waterford Institute of Technology die Gründung einer Technischen Universität mit Einzugsbereich im Südosten Irlands. Im Jahr 2015 wurde zunächst ein Visionspapier mit dem Titel „Technological University for the South East“ (TUSE) publiziert sowie im Jahr 2017 ein Memorandum of Understanding unterzeichnet. Zum Beginn der neu geschaffenen TU Dublin im Juli 2018 verkündete der Taoiseach jedoch, dass der Vorschlag der TUSE zunächst noch nicht ausreichend sei.
Die Genehmigung hierfür wurde im November 2021 schließlich erteilt und die neue Universität namens South East Technological University (SETU) ist zum Mai 2022 gegründet.

## Bekannte Absolventen
- Megan Campbell – Mitglied der irischen Damenfußballnationalmannschaft[7]